# Contea di Peng'an
La contea di Peng'an (蓬安县S, Péng'ān XiànP) è una contea della Cina, situata nella provincia di Sichuan e amministrata dalla prefettura di Nanchong.